# Sammlung Hubert Looser
Die Sammlung Hubert Looser ist eine von dem Schweizer Unternehmer Hubert Looser (* 1938) zusammengetragene Sammlung mit Werken moderner und zeitgenössischer Kunst. Der Schwerpunkt liegt auf Schweizer, europäischen und US-amerikanischen Künstlern der 1950er bis 1970er Jahre.

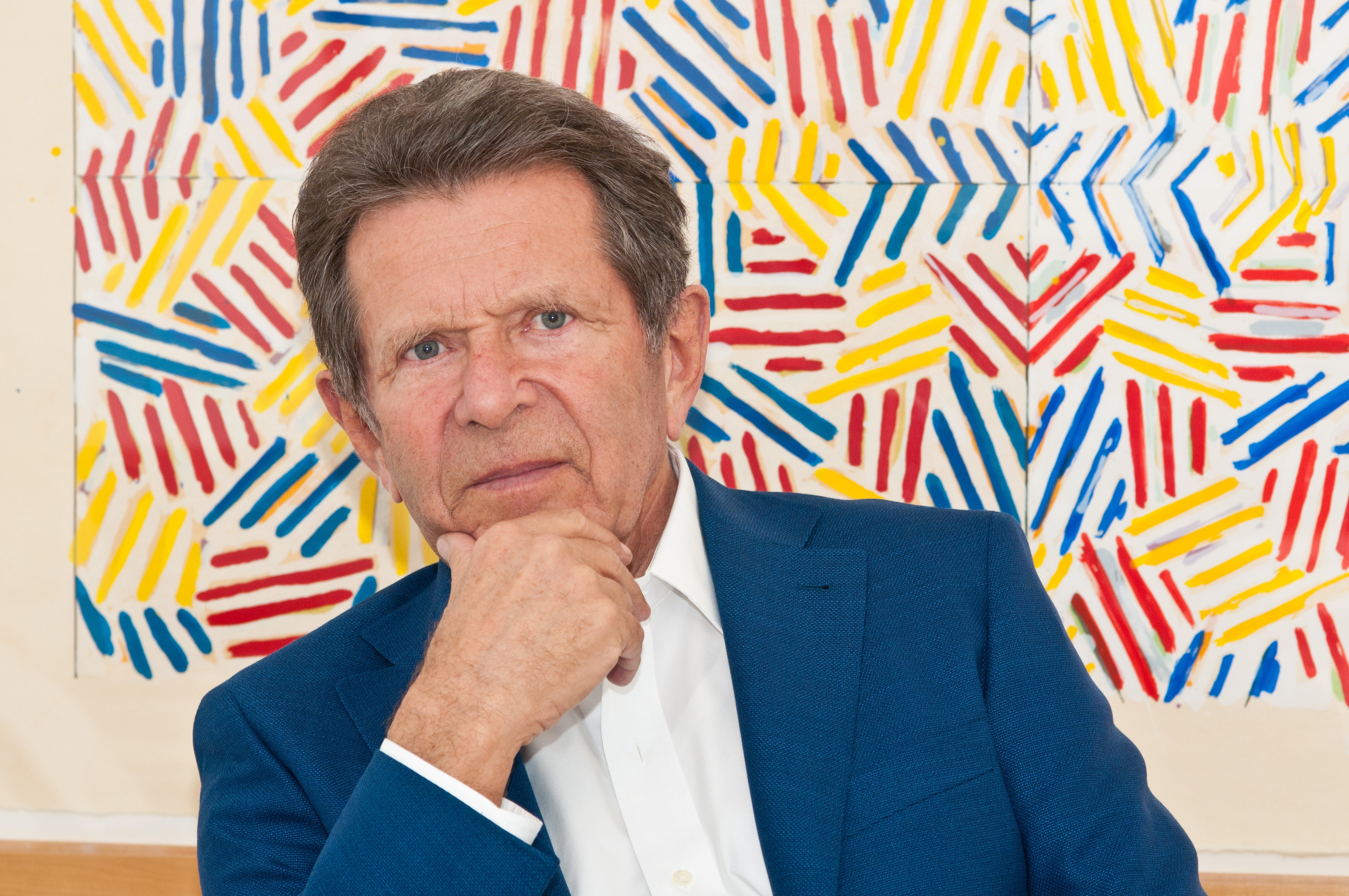
Hubert Looser

## Geschichte

### Die Anfänge
Hubert Loosers Interesse für Kunst wurde bereits in jungen Jahren geweckt. Während eines Sprachaufenthalts in Paris im Alter von 19 Jahren sprach Looser ein Kunstdruck derart an, dass er fortan regelmäßig Museen besuchte. Es folgten ausgedehnte Reisen und Besuche der alten Kulturstätten und Museen in Indien, Indonesien, Japan, Kambodscha, Taiwan, Ägypten, Mexiko sowie im Iran.
In den 1960er und 1970er Jahren begann Looser, der seit 1964 in der Schweiz lebt, für sich privat Werke von vorwiegend regional bedeutenden Künstlern zu sammeln, auf welche er durch seine regelmäßigen Besuche in Galerien und Museen aufmerksam wurde. Werke von Künstlern der Gruppe 33 und anderer, wie Le Corbusier, Jean Tinguely oder Meret Oppenheim fanden so Eingang in die Sammlung Looser.

### Die 1990er
In den Jahren von 1985 bis 1995 stieß Looser auf der Art Basel auf die bekannten Schweizer Künstler wie Louis Soutter und Alberto Giacometti.
Looser  erwarb 1996 die Skulptur „Sylvette“ (1954) von Pablo Picasso, die immer wieder als eines der Schlüsselwerke des Künstlers in Museen ausgestellt wird (u. a. Guggenheim Museum New York, Museo Picasso Málaga, Bank Austria Kunstforum Wien). Darüber hinaus sammelte Looser zu dieser Zeit unter anderem Werke europäischer Künstler wie Georg Baselitz, Gotthard Graubner, Günther Uecker, Otto Piene, Gerhard Merz, Giuseppe Penone, Emilio Vedova, Janis Kounellis, Richard Long, Anthony Caro, Tony Cragg, Bernar Venet oder Arman.
Ab Mitte der 1990er Jahre verlagerte sich Loosers Fokus auf den amerikanischen Kunstmarkt, vor allem auf Künstler des Abstrakten Expressionismus. Looser beschränkte sich beim Kauf ausschließlich auf wichtige Werke einflussreicher Künstler, welche bereits Vorbilder für jüngere Künstler waren. Den Grundstein dieses Sammlungszweiges legten Werke von Willem de Kooning und Ellsworth Kelly; zwei Künstler, die damals kaum in europäischen Museen vertreten waren. Ebenso David Smith, dessen Werke genauso Eingang in die Sammlung fanden wie Arbeiten von Cy Twombly, Richard Tuttle und die Minimalisten Donald Judd, Agnes Martin, Tony Smith oder Robert Ryman.
Gleichzeitig erwachte in Looser das Bewusstsein der Dialoge zwischen Künstlern und Werken. So war es für den Sammler eine spannende Entdeckung, z. B. den Niederschlag der ägyptischen Kunst der Antike bei Alberto Giacometti oder Cy Twombly aufzuspüren. Dies führte zum nächsten Schritt innerhalb der Sammlung. Fasziniert von der Idee, die USA und Europa als Dialogprinzip auszubauen, erstand Looser eine große Zeichnung von Arshile Gorky aus dem Jahr 1932. Bei Gorky’s Werken ist die Herkunft aus Europa nachvollziehbar und der Bezug zu Joan Miró und Pablo Picasso klar ersichtlich. Gleichzeitig schuf Looser in der Sammlung einen Dialog von Gorky mit Schweizer Surrealisten wie Serge Brignoni, Kurt Seligmann und André Thomkins.

### Heute
Ab etwa 2006 entstand auf dem Kunstmarkt eine große Nachfrage nach den renommierten Künstlern der Gegenwartskunst, wodurch die Preise rasant anstiegen, Looser dabei aber nicht mehr mitziehen wollte. So verlagerte er sein Sammeln auf Künstler, welche weniger bekannt waren und stieß in einer Zürcher Galerie auf Al Taylor und später auf die französische Künstlerin Fabienne Verdier.
Die Sammlung Hubert Looser repräsentiert in etwa die Sammelperiode der 1930er Jahre Loosers bis heute, mit einem klaren Fokus auf das Informel, den Surrealismus, den Abstrakten Expressionismus, der Minimal Art und der Arte Povera.

### Die Zukunft der Sammlung
Im April 2012 trafen die Zürcher Kunstgesellschaft und die Fondation Hubert Looser, in welche Hubert Looser ab 1988 seine Werke einbrachte, um sie auch nach seinem Ableben zu erhalten und der Öffentlichkeit zugänglich zu machen, eine Vereinbarung, die es dem Kunsthaus Zürich ermöglicht, 70 Werke der Sammlung auszuwählen und als Dauerleihgaben in der Kunsthaus-Erweiterung, welche von dem Stararchitekten David Chipperfield gebaut wird, ab 2017 auszustellen. Somit ist Loosers Wunsch gesichert, die Werkgruppen und Spitzenwerke der Sammlung zusammenhalten und sie dauerhaft der Öffentlichkeit zugänglich zu machen.
Für das Kunsthaus Zürich selbst stellen die Werke der Sammlung Hubert Looser eine ausserordentliche Bereicherung dar. So kann die vorhandene bedeutende Werkgruppe von Cy Twombly mit sechs weiteren – auch jüngeren Werken – des amerikanischen Künstlers ergänzt werden. Den abstrakt-expressionistischen Arbeiten von Jackson Pollock werden John Chamberlain und David Smith als markante Positionen zur Seite gestellt. Donald Judd wird mit einer repräsentativen Wandplastik präsent sein. Ellsworth Kelly war bislang im Kunsthaus ebenso wenig repräsentativ vertreten wie Al Taylor. Ein überragender neuer Akzent wird dem Publikum mit einem Ensemble von neun Werken Willem de Koonings präsentiert, darunter das Triptychon von 1985 und die berühmte Bronze-Skulptur «Hostess» von 1973. Mit zwei Bildern von Agnes Martin wird diese bedeutende abstrakte Künstlerin erstmals im Kunsthaus vertreten sein, ebenso wie Drucke von Brice Marden; zwei Bilder von Robert Ryman treten in einen Dialog mit jenen der Kunsthaus-Sammlung. Das  bislang vor allem im Werk von Joseph Beuys und Mario Merz im Kunsthaus repräsentierte Mythisch-Archaische in der Natur gewinnt durch Giuseppe Penones Installationen einen höheren Stellenwert. Lucio Fontanas Plastiken runden das Ensemble seines Concetti spaziali ab.
Loosers Vorliebe für thesenhaft gesetzte Gegenüberstellungen unterschiedlicher Gattungen und Formate wird von den Kuratorinnen und Kuratoren des Kunsthauses Zürich auf mehreren Hundert Quadratmetern Rechnung getragen. Ab 2017 werden jährlich hunderttausende Besucher in den Genuss kommen, die Sammlung Looser an einem prominenten Ort im Herzen Zürichs zu sehen.

## Sammlung
Die Sammlung Hubert Looser zählt zu den herausragenden Privatsammlungen moderner und zeitgenössischer Kunst im Schweizer Raum, deren Schwerpunkte im Abstrakten Expressionismus, der Minimal Art sowie der Arte Povera zu finden sind. Die Anfänge der Sammlung reichen in die 1970er-Jahre zurück, als Looser sich mit dem Schweizer Surrealismus und Informel auseinandersetzte. Die kapitalen Akquisitionen erfolgten mit Pablo Picassos Sylvette-Skulptur in den frühen 1990er-Jahren, sowie Meisterwerken von Alberto Giacometti, Ellsworth Kelly oder Willem de Kooning. Der umfangreiche de Kooning-Bestand ist nicht nur das Epizentrum der Sammlung Looser, sondern auch der umfangreichste in der Schweiz. Zu den letzten Erwerbungen zählt eine surrealistische Papierarbeit von Arshile Gorky, die nochmals auf die Anfänge der Sammlungstätigkeit verweist.
Vertreten sind in der Sammlung, welche über die letzten 40 Jahre historisch gewachsen ist und heute ein internationales Profil aufweist, unter anderem Werke von Serge Brignoni, John Chamberlain, Eduardo Chillida, Lucio Fontana, Alberto Giacometti, Arshile Gorky, Gotthard Graubner, Philip Guston, Roni Horn, Jasper Johns, Ellsworth Kelly, Anselm Kiefer, Yves Klein, Lenz Klotz, Willem de Kooning, Yayoi Kusama, Brice Marden, Agnes Martin, Henri Matisse, Giuseppe Penone, Pablo Picasso, Arnulf Rainer, Mimmo Rotella, Robert Ryman, Marcel Schaffner, Sean Scully, Richard Serra, David Smith, Louis Soutter, Al Taylor, Richard Tuttle, Cy Twombly, Günther Uecker, Emilio Vedova, Fabienne Verdier oder Andy Warhol.
Als wichtigste Themen der Sammlung haben sich die malerische Geste, die Linie, das Prozesshafte, die Materialität, oder das minimalistisch Spirituelle sowie das mythisch Archaische in der Natur herausentwickelt.
Hubert Looser sieht das Kunstwerk keineswegs nur als privaten Besitz an, sondern vielmehr als Kulturgut, das eines öffentlichen Austauschs bedarf. So brachte er seine Sammlung in die 1988 gegründete Fondation Hubert Looser ein, um sie auch nach seinem Ableben zu erhalten und der Öffentlichkeit zugänglich zu machen. Als erster bedeutender Schritt in diese Richtung war 2012 auch die Ausstellung von Meisterwerken der Sammlung unter dem Titel „My Private Passion. Sammlung Hubert Looser“ im Bank Austria Kunstforum Wien zu bewerten.
Zuvor waren Werke der Sammlung lediglich als Leihgaben an Museen entliehen worden bzw. in Loosers Wohnhaus in Zürich ausgestellt. Ab 2017 wird die bedeutende Sammlung als Dauerleihgabe in die Erweiterung des Kunsthauses Zürich einziehen. Bereits 2013 wird sie dort aber im großen Ausstellungssaal erstmals als Ganzes zu entdecken sein.